# Natasha Cramble
Natasha Irene Vera Cramble (27 de marzo de 1990) es una luchadora canadiense de lucha libre. Participó en dos Campeonatos Mundiales consiguiendo la 25.ª posición en 2013. Obtuvo dos medallas de plata en Campeonato Panamericano, de 2013 y 2016.